# Sierra Morena (Kastilien-La Mancha)
Die Comarca Sierra Morena ist eine der sieben Comarcas in der Provinz Ciudad Real der autonomen Gemeinschaft Kastilien-La Mancha.
Sie umfasst 10 Gemeinden auf einer Fläche von 2.321,96 km² mit dem Hauptort Santa Cruz de Mudela.

## Gemeinden
| Gemeinde                 | Einwohner (2024) | Fläche km² | Dichte Einw./km² | Cod INE | Postleitzahl |
| ------------------------ | ---------------- | ---------- | ---------------- | ------- | ------------ |
| Almuradiel               | 752              | 66,16      | 11               | 13016   | 13760        |
| Calzada de Calatrava     | 3.727            | 410,94     | 9                | 13027   | 13370        |
| Fuencaliente             | 1.001            | 269,85     | 4                | 13042   | 13130        |
| Mestanza                 | 657              | 370,00     | 2                | 13055   | 13592        |
| San Lorenzo de Calatrava | 197              | 105,73     | 2                | 13075   | 13779        |
| Santa Cruz de Mudela     | 3.871            | 134,60     | 29               | 13077   | 13730        |
| Solana del Pino          | 332              | 180,08     | 2                | 13080   | 13593        |
| Torrenueva               | 2.669            | 142,15     | 19               | 13085   | 13740        |
| Villanueva de San Carlos | 272              | 109,25     | 2                | 13094   | 13379        |
| Viso del Marqués         | 2.081            | 533,20     | 4                | 13098   | 13770        |
| Comarca Sierra Morena    | 15.559           | 2.321,96   | 7                | –       | –            |